# Johnny Damon
Johnny David Damon, Spitzname Caveman, (* 5. November 1973 in Fort Riley, Kansas) ist ein ehemaliger US-amerikanischer Baseballspieler in der Major League Baseball (MLB) auf der Position des Outfielders.

## Biografie
Johnny Damon wurde im Amateur Draft 1992 von den Kansas City Royals ausgewählt. Sein erstes Spiel im Major-League-Team der Royals bestritt der Outfielder am 12. August 1995. Bei den Royals spielte er bis 2000, die Saison 2001 verbrachte er bei den Oakland Athletics. Seine bisher größten Erfolge feierte er mit den Boston Red Sox, deren Trikot er von 2002 bis 2005 trug. Am 27. Juni 2003 hatte er drei Basehits in einem Inning beim 25:8-Erfolg gegen die Florida Marlins. Im Jahr 2004 konnte er sogar mit den Red Sox die World Series gegen die St. Louis Cardinals gewinnen, die Red Sox beendeten eine Wartezeit von fast 90 Jahren seit ihrem letzten World-Series-Titel. Damon wurde in dieser Saison hauptsächlich als Leadoff-Hitter eingesetzt, er hatte dabei einen Schlagdurchschnitt von 30,4 %, 20 Home Runs sowie 94 RBIs. 2005 erreichte er mit den Red Sox erneut die Playoffs, unterlag aber den Chicago White Sox in der American League Divisional Series.
Am 20. Dezember 2005 unterschrieb Damon einen Vier-Jahres-Vertrag bei den New York Yankees, der mit 52 Mio. US-Dollar dotiert ist. Er hat die USA beim World Baseball Classic 2006 vertreten.